# Lubień (gromada w powiecie piotrkowskim)
Lubień – dawna gromada, czyli najmniejsza jednostka podziału terytorialnego Polskiej Rzeczypospolitej Ludowej w latach 1954–1972.
Gromady, z gromadzkimi radami narodowymi (GRN) jako organami władzy najniższego stopnia na wsi, funkcjonowały od reformy reorganizującej administrację wiejską przeprowadzonej jesienią 1954 do momentu ich zniesienia z dniem 1 stycznia 1973, tym samym wypierając organizację gminną w latach 1954–1972.
Gromadę Lubień siedzibą GRN w Lubieniu utworzono – jako jedną z 8759 gromad na obszarze Polski – w powiecie piotrkowskim w woj. łódzkim, na mocy uchwały nr 35/54 WRN w Łodzi z dnia 4 października 1954. W skład jednostki weszły obszary dotychczasowych gromad Bilska Wola, Bilska Wola kolonia, Adelinów, Klementynów i Lubień ze zniesionej gminy Łęczno w tymże powiecie. Dla gromady ustalono 16 członków gromadzkiej rady narodowej.
1 stycznia 1958 do gromady Lubień przyłączono część zniesionej gromady Stobnica ((wieś Stobnica-Piła, kolonia Brzezie-Piła osada młyńska Brzezie-Piła i wieś Brzezie-Piła).
Gromadę zniesiono 31 grudnia 1961, a jej obszar włączono do gromad: Łęczno (wieś Adelinów, wieś i osadę gajową Bilska WOla, kolonię Bilska Wola A-B, wieś Dorotów, wieś Feliksów, wieś Karolinów, wieś Klementynów, wieś, osadę nadleśną, gajówkę i leśniczówkę Lubień, wieś Mikołajów, wieś Piotrków, wieś Salkowszczyzna oraz wieś Winduga) i Ręczno (kolonię i osadę młyńską Brzezie-Piła oraz wieś Stobnica-Piła).